# Évin-Malmaison
Évin-Malmaison és un municipi francès situat al departament del Pas de Calais i a la regió dels Alts de França. L'any 2007 tenia 4.506 habitants.

## Demografia

### Població
El 2007 la població de fet d'Évin-Malmaison era de 4.506 persones. Hi havia 1.566 famílies de les quals 368 eren unipersonals (115 homes vivint sols i 253 dones vivint soles), 420 parelles sense fills, 601 parelles amb fills i 177 famílies monoparentals amb fills.
La població ha evolucionat segons el següent gràfic:
Habitants censats

### Habitatges
El 2007 hi havia 1.683 habitatges, 1.613 eren l'habitatge principal de la família, 3 eren segones residències i 67 estaven desocupats. 1.656 eren cases i 24 eren apartaments. Dels 1.613 habitatges principals, 814 estaven ocupats pels seus propietaris, 630 estaven llogats i ocupats pels llogaters i 169 estaven cedits a títol gratuït; 5 tenien una cambra, 130 en tenien dues, 188 en tenien tres, 611 en tenien quatre i 679 en tenien cinc o més. 1.189 habitatges disposaven pel capbaix d'una plaça de pàrquing. A 792 habitatges hi havia un automòbil i a 428 n'hi havia dos o més.

### Piràmide de població
La piràmide de població per edats i sexe el 2009 era:
| Homes | Edats   | Dones |
| ----- | ------- | ----- |
| 0     | 95 o +  | 4     |
| 0     | 90 a 94 | 4     |
| 16    | 85 a 89 | 12    |
| 12    | 80 a 84 | 44    |
| 36    | 75 a 79 | 80    |
| 84    | 70 a 74 | 136   |
| 80    | 65 a 69 | 116   |
| 68    | 60 a 64 | 96    |
| 112   | 55 a 59 | 84    |
| 140   | 50 a 54 | 132   |
| 196   | 45 a 49 | 172   |
| 188   | 40 a 44 | 160   |
| 148   | 35 a 39 | 188   |
| 172   | 30 a 34 | 168   |
| 140   | 25 a 29 | 112   |
| 160   | 20 a 24 | 152   |
| 208   | 15 a 19 | 256   |
| 232   | 10 a 14 | 228   |
| 184   | 5 a 9   | 156   |
| 108   | 0 a 4   | 152   |

## Economia
El 2007 la població en edat de treballar era de 2.907 persones, 1.766 eren actives i 1.141 eren inactives. De les 1.766 persones actives 1.435 estaven ocupades (846 homes i 589 dones) i 330 estaven aturades (154 homes i 176 dones). De les 1.141 persones inactives 245 estaven jubilades, 360 estaven estudiant i 536 estaven classificades com a «altres inactius».

### Ingressos
El 2009 a Évin-Malmaison hi havia 1.582 unitats fiscals que integraven 4.422 persones, la mediana anual d'ingressos fiscals per persona era de 13.367 €.

### Activitats econòmiques
Dels 66 establiments que hi havia el 2007, 1 era d'una empresa extractiva, 1 d'una empresa alimentària, 2 d'empreses de fabricació d'altres productes industrials, 12 d'empreses de construcció, 13 d'empreses de comerç i reparació d'automòbils, 1 d'una empresa de transport, 4 d'empreses d'hostatgeria i restauració, 2 d'empreses d'informació i comunicació, 3 d'empreses financeres, 6 d'empreses immobiliàries, 2 d'empreses de serveis, 12 d'entitats de l'administració pública i 7 d'empreses classificades com a «altres activitats de serveis».
Dels 17 establiments de servei als particulars que hi havia el 2009, 1 era una oficina de correu, 1 una oficina bancària, 1 funerària, 1 taller de reparació d'automòbils i de material agrícola, 4 paletes, 2 guixaires pintors, 1 fusteria, 2 lampisteries, 2 empreses de construcció i 2 perruqueries.
Dels 5 establiments comercials que hi havia el 2009, 1 era un hipermercat, 1 una gran superfície de material de bricolatge, 2 botiges de menys de 120 m² i 1 una botiga de menys de 120 m².
L'any 2000 a Évin-Malmaison hi havia 3 explotacions agrícoles.

## Equipaments sanitaris i escolars
El 2009 hi havia 1 centre de salut, 2 farmàcies i 1 ambulància.
El 2009 hi havia 1 escola maternal i 2 escoles elementals.

## Poblacions més properes
El següent diagrama mostra les poblacions més properes.